# Justus Vajanne
Justus Vajanne (född 17 mars 1977) är en finländsk fotbollsspelare. Vajanne spelar som anfallare.
Justus Vajanne har tidigare spelat i Karakallion Pallo, FC Espoo, HJK Helsingfors, PK-35, Ponnistus, Atlantis FC, IFK Mariehamn och FC Viikingit.

## Fotnoter
1. ↑  transfermarkt.com, transfermarkt.com spelar-ID: 49310, läst: 9 oktober 2017.[källa från Wikidata]
2. ↑  FBref, FBref.com spelar-ID: 1890dd12.[källa från Wikidata]